# Банда
Вижте пояснителната страница за други значения на Банда.
Бандата (от немски: Bande) е престъпна група, често съставена от близки приятели или роднини, с ясен водач и вътрешна организация, която се занимава с насилствени или незаконни дейности и претендира за контрол над дадена територия.